# 20.º Congresso Nacional do Partido Comunista da China
O 20.º Congresso Nacional do Partido Comunista da China (comumente referido como Èrshí Dà; chinês simplificado: 二十大) foi realizado em Pequim entre os dias 16 e 22 de outubro de 2022. Mais de 2 300 delegados representaram os mais de 96 milhões de membros do Partido Comunista da China. Os preparativos para o 20º Congresso Nacional começaram em 2021, e se encerraram com a última sessão plenária do 19º Comitê Central, realizada no dia 9 de outubro. Em 2021, as organizações partidárias locais e provinciais deram início ao processo de eleição de delegados para o congresso, além de receber e alterar documentos partidários.
O Congresso aprovou a lista de membros da Comissão Central de Inspeção Disciplinar e elegeu o 20º Comitê Central. No dia seguinte ao encerramento do Congresso foi realizada a 1ª Sessão Plenária do novo Comitê Central, onde foi aprovada a nova composição do Politburo e de seu Comitê Permanente, o órgão decisório mais poderoso do Partido Comunista e da China.

## Preparação
As eleições para os delegados do 20º Congresso Nacional começaram em novembro de 2021. Todos os 2 296 delegados foram eleitos até 25 de setembro de 2022.
Em 15 de outubro de 2022, uma reunião preparatória do congresso do partido foi presidida pelo Secretário-Geral Xi Jinping. Na reunião, foi decidido que Wang Huning serviria como secretário-geral do congresso. No mesmo dia, o presidium do Congresso Nacional, já presidido por Wang Huning, realizou sua primeira sessão.

## Atividades do congresso
Na cerimônia de abertura, Xi proferiu um discurso de 104 minutos, aproximadamente metade do seu discurso na abertura do 19º Congresso. No discurso, defendeu a política de zero-covid em relação à pandemia de COVID-19, afirmou que Hong Kong passou por "uma grande transformação do caos à governança", defendeu a "reunificação pacífica" com Taiwan mas afirmou não renunciar ao uso da força, defendeu a agenda de "Prosperidade Comum," e denunciou a corrupção. Quanto à posição da China no cenário global, afirmou que "o apelo, o poder e a influência internacional da China para moldar o mundo cresceram significativamente". De acordo com a NPR, o discurso demonstrou um sentido maior de continuidade em vez de mudança.

### Revisão da Constituição do Partido
Durante o Congresso, a Constituição do Partido recebeu algumas emendas. As emendas incluíram a oposição à independência de Taiwan, a menção do Partido Comunista como a mais elevada força de liderança política da China, e os conceitos de modernização com características chinesas, Prosperidade Comum e a ideia de democracia popular integral. Embora a resolução sobre as alterações na constituição mencione os conceitos dos Dois Estabelecimentos e Duas Salvaguardas, estes acabaram não sendo adicionados à constituição.

### Remoção de Hu Jintao
No último dia do congresso, o antigo secretário-geral Hu Jintao foi forçadamente removido de seu assento entre a liderança chinesa, o que gerou especulações sobre a razão de sua remoção. De acordo com fotos tomadas pelo jornal espanhol ABC, é possível ver Hu tentando abrir uma pasta de documentos à sua frente e sendo interrompido por Li Zhanshu. Após isso, Xi chama um de seus auxiliares que, com a ajuda de um funcionário, remove Hu do local. A mídia estatal chinesa afirmou que Hu deixou o local por razões de saúde.

## Eleitos
A primeira sessão plenária do 20º Comitê Central do Partido Comunista da China foi realizada em Pequim na manhã de 23 de outubro de 2022. A reunião elegeu o Secretário-Geral, o Politburo do Comitê Central, o Comitê Permanente do Politburo, o Secretariado do Comitê Central, a Comissão Militar Central, além de outros órgãos. Xi Jinping foi reeleito para um terceiro mandato à frente do partido, algo que não acontecia desde a morte de Mao Zedong.

### Comitê permanente do Politburo
Além de Xi, também foram eleitos para o comitê permanente (em ordem de hierarquia):
- 2º. Li Qiang – visto como um aliado próximo de Xi, Li é secretário do Partido Comunista de Xangai desde 2017 e deve suceder a Li Keqiang como primeiro-ministro em 2023. Visto como alguém favorável aos negócios, ele, no entanto, recebeu críticas pela forma como lidou com os dois meses de confinamento de Xangai devido a um surto de coronavírus.
- 3º. Zhao Leji – anteriormente o 6º membro do Comitê Permanente e secretário da Comissão Central de Inspeção Disciplinar, Zhao deve suceder a Li Zhanshu como presidente do Comitê Permanente da Assembleia Popular Nacional.
- 4º. Wang Huning – anteriormente o 5º membro do Comitê Permanente e primeiro secretário do Secretariado do partido, Wang deve suceder a Wang Yang como presidente da Conferência Consultiva Política do Povo Chinês. Visto como um conselheiro próximo de Xi, é considerado o teórico por trás das teorias do Sonho Chinês e do Pensamento Xi Jinping, além da Teoria das Três Representações, de Jiang Zemin, e da Visão Científica de Desenvolvimento, de Hu Jintao.
- 5º. Cai Qi– secretário do Partido Comunista em Pequim desde 2017, Cai se tornou primeiro secretário do Secretariado do partido. É considerado um aliado próximo de xi.
- 6º. Ding Xuexiang – servindo como o diretor do Gabinete Geral do Partido Comunista da China, Ding foi efetivamente o chefe de gabinete de Xi desde 2017. É um aliado próximo de Xi e é esperado que suceda a Han Zheng como primeiro vice-primeiro-ministro.
- 7º. Li Xi – secretário do Partido Comunista em Cantão desde 2017, Li se tornou o secretário da Comissão Central de Inspeção Disciplinar, sucedendo Zhao Leji. É considerado como alguém com fortes conexões com Xi.

### Politburo do Comitê Central
Para o 20º Politburo foram eleitos: Ding Xuexiang, Xi Jinping, Ma Xingrui, Wang Yi, Wang Huning, Yin Li, Shi Taifeng, Liu Guozhong, Li Xi, Li Qiang, Li Ganjie, Li Shulei, Li Hongzhong, He Weidong, He Lifeng, Zhang Youxia, Zhang Guoqing, Chen Wenqing, Chen Jining, Chen Min'er, Zhao Leji, Yuan Jiajun, Huang Kunming e Cai Qi.

## Protesto
Em 13 de outubro de 2022, durante a preparação para o Congresso Nacional, ocorreu o protesto da Ponte Sitong de Pequim.